# 高野山大学
高野山大学（こうやさんだいがく、英語: Koyasan University）は、和歌山県伊都郡高野町高野山385に本部を置く日本の私立大学。1886年創立、1926年大学設置。大学の略称は高大、高野山。

## 運営
高野山真言宗の仏教系大学で、日本で唯一の密教学科がある。平安時代初期の816年（弘仁7年）、真言宗の開祖空海（弘法大師）は密教の根本道場を建立して修禅の行者を養成するという目的のために嵯峨天皇に高野山の下賜を請い、勅命による許可を賜る。翌817年（弘仁8年）、高野山金剛峯寺の造営を開始する。高野山大学は、835年（承和2年）に朝廷より真言宗後継者育成制度を認定されたことに始まりを持つとされる。現在は学校法人高野山学園が経営している。学制としては、明治時代の1886年5月1日に古義真言宗大学林として正式に開学した。キャンパスの立地する標高が820mと、日本国内の大学では2番目に高い（1位は公立諏訪東京理科大学の900m）。

## 沿革
- 816年（弘仁7年）
  - 6月 - 弘法大師空海、修禅の一院を建立することを朝廷に願う。
  - 7月 - 高野山開山の勅許を得る。
- 835年（承和2年）1月 - 朝廷より真言宗後継者育成制度が認められる。
- 1886年（明治19年）5月1日 - 古義真言宗大学林として古義真言宗尋常中学林とともに開講（開学年とする）。修業年限は7ヶ年。
- 1890年（明治23年）1月 - 修業年限を4年6ヶ月に改正。
- 1901年（明治34年）5月 - 古義真言宗各派の連合成立した真言宗各派連合大学林と改称。
- 1907年（明治40年）7月 - 私立真言宗連合高野大学と改称[注釈 1]
- 1909年（明治42年）4月10日 - 専門学校令により開校を認可く[4]。
- 1916年（大正5年）3月16日 - 私立真言宗高野山大学と改称[5]。
- 1925年（大正14年）3月10日 - 大学令による大学昇格のため、学則の改正を文部大臣に申請。
- 1926年（大正15年）
  - 4月2日 - 大学令により、高野山勧学財団運営による高野山大学の設立を認可[6]
  - 4月8日 - 私立真言宗高野山大学及び私立真言宗連合高野大学は、大正7年文部省令第3号（高等試験令第七条及第八条ニ関スル件）第2条第4号により、高等試験予備試験を免除される高等学校大学予科と同等以上の指定を受く[7]。
  - 大学の場所がそれまでの金剛峰寺付近から、現在も高野山大学が建っている場所に移転した。
- 1927年（昭和2年）4月 - 高野山大学学部を開設（文学部密教学科、一般仏教学科、仏教芸術学科、哲学科）。
- 1928年（昭和3年）1月17日 - 学部哲学及び学科を哲学科と改むる件並びに学部学科課程変更の件等に関する学則変更の認可を受く。
- 1929年（昭和4年）
  - 1月16日 - 学部哲学科を哲学又は西洋倫理学専攻の二類に分つ等に関する学則変更の認可を受く。
  - 3月30日 - 専門学校令による真言宗高野山大学を1929年（昭和4年）3月限りで廃止するの件認可[8]。
- 1930年（昭和5年）4月 - 研究科を開設。
- 1932年（昭和7年）9月2日 - 学部一般仏教学科を仏教学科と改称する件等に関する学則変更の認可を受く。この年に高野山大学の学寮が高野町役場付近に建設される。
- 1937年（昭和12年）6月30日 - 高野山大学寮生門柱引き倒し事件
- 1939年（昭和14年）3月31日 - 4学科を廃し、密教学、仏教学、仏教芸術学、哲学及び人文学の他に東洋哲学科、宗教教育学科、社会事業学科の専攻学科増設の件に関する学則変更の認可を受く。
- 1941年（昭和16年）5月6日 - 国語国文学科設置[9]。
- 1943年（昭和18年） - 高野山密教研究所が開設される。
- 1945年（昭和20年） - 社会事業学科の名が社会学科と変更される。
- 1949年（昭和24年）2月21日 - 新制高野山大学の認可[10]。文学部（密教学科、仏教学科、仏教芸術学科、哲学科、社会学科、国文学科）を開設。
- 1951年（昭和26年）2月27日 - 運営母体である財団法人高野山勧学財団を学校法人高野山学園に組織変更認可[11]。
- 1952年（昭和27年）
  - 2月20日 - 密教・仏教学科以外の社会・国文・哲学科が人文学科（社会学専攻・国文学専攻・哲学専攻）として統括される[12]。仏教芸術学科廃止[13]。
  - 5月1日 - 大学院（密教学専攻・仏教学専攻）修士課程の設置認可。
- 1953年（昭和28年） - 人文学科発足[注釈 2]。
- 1956年（昭和31年）
  - 3月1日 - 人文学科に英文学専攻の増設を認可。
  - 4月 - 人文学科英文学専攻を開講。
- 1958年（昭和33年） - 高野山密教研究所を密教文化研究所に改称。
- 1967年（昭和42年）12月10日 - 密教文化研究所竣工。
- 1968年（昭和43年）3月30日 - 大学院（密教学専攻・仏教学専攻）博士後期課程の増設を承認。
- 1970年（昭和45年）
  - 1月12日 - 人文学科に国史学専攻、社会学科社会学専攻、同学科社会福祉学専攻の増設を承認[注釈 3]。
  - 月日不明 - 人文学科の英文学専攻を英米文学専攻に改称。
- 1986年（昭和61年）
  - 2月22日 - 護摩道場竣工。
  - 4月11日 - 新校舎竣工。
- 1997年（平成9年）
  - 5月12日 - 1998年（平成10年）4月1日より、人文学科の哲学専攻、国文学専攻、英米文学専攻、国史学専攻と社会学科の社会学専攻、社会福祉学専攻の各専攻を廃止し、人文学科、社会学科とする学則の改正。
  - 11月8日 - 体育館、武道場、大学ホール新築竣工。
- 2000年（平成12年）12月21日 - 2001年（平成13年）4月1日より、社会学科を社会福祉・社会学科に名称変更することに係る学則変更の届出が受理された。
- 2002年（平成14年）
  - 10月3日 - 2003年（平成15年）4月1日より、人文学科を日本文化学科に名称変更することに係る学則変更の届出が受理される。
  - 12月19日 - 2003年（平成15年）4月1日より仏教学科の学生募集を停止（密教学科と統合）[14]。
- 2003年（平成15年）11月27日 - 大学院の密教学専攻修士課程通信教育課程開設が認可される。
- 2004年（平成16年）4月1日 - 大学院文学研究科密教学専攻修士課程通信教育課程を開設。
- 2006年（平成18年）
  - 4月1日 - スピリチュアルケア学科を設置。日本文化学科と社会福祉・社会学科の学生募集を停止。
  - 10月1日 - 松下講堂黎明館が竣工（松下幸之助による寄贈[15]）。
- 2010年（平成22年） - 本年度よりスピリチュアルケア学科の新規学生募集を停止。このことにより、密教学科に密教学、人文学、スピリチュアルケアの三領域を設定。
- 2015年（平成27年）4月1日 - 人間学科を設置。
- 2017年（平成29年） - 大阪府大阪市浪速区難波中に難波サテライト教室を開設する。大阪千代田短期大学・大阪暁光高等学校（いずれも大阪府河内長野市）との間で包括協定を締結。
- 2019年（平成30年） - 人間学科の教育内容の整理を行い、心理ケア、地域デザインの履修コースを開設。
- 2021年（令和3年）4月  - 人間学科における学生の新規募集を停止。教育学科を開設。開設を機に、大阪千代田短期大学・大阪暁光高等学校と校舎を共有する方式で、河内長野キャンパス・千代田キャンパスを新設。
- 2026年(令和8年) 4月 -　教育学科の募集を停止。
- 2028年(令和10年) 4月 - 河内長野キャンパスを高野山キャンパスへ統合。

## 教育理念
弘法大師の精神に則り、「いのち」のあらゆる営みを尊び、人間とその環境の共存共生をはかり、諸民族諸地域の文化を理解し、新しい文化を創造して、社会に貢献する人材を育成する。

## 学部・学科・大学院

### 学部
- 文学部
  - 密教学科
    - 密教学領域
    - 人文学領域
    - スピリチュアルケア領域

  - 人間学科（2015年4月開設）
    - 心理ケアコース
    - 地域デザインコース

  - 教育学科（2021年4月開設）
    - 児童教育コース
    - 幼児教育コース

領域とは、3回生から履修できる科目群のことである。ある領域のみを専門に履修することも、複数にまたがって履修することも学生次第である。
卒業生の半数は僧侶となり、「僧侶実力養成プログラム」もある。全国各地の真言宗寺院住職の子弟らも学ぶが、檀家の減少から僧職になる前に別の仕事に就こうと考える学生が増えている。

### 大学院
- 文学研究科
修了者には日本で唯一（2014年時点）の密教学の博士号が授与される
  - 密教学専攻（修士課程・博士後期課程）
  - 仏教学専攻（修士課程・博士後期課程）
  - 通信教育課程 - 密教学専攻（修士課程）

修士課程の密教学専攻ならびに仏教学専攻（通学制のみ）は、「博士前期課程コース」「社会人コース」「僧侶コース」にわかれる

### 別科
- 別科
  - 密教専修
    - 密教専修コース
    - スピリチュアルケアコース

## 施設
- 総合学術機構
  - 密教文化研究所 - 「密教」の名を冠する日本唯一の研究機関である。
  - 図書館 - 1929年（昭和4年）完成。設計は武田五一によるもので、国の登録有形文化財にも登録されている。

## 対外関係
南大阪地域大学コンソーシアムに参加している。

## 高野山キャンパス所在地
- 〒648-0280 和歌山県伊都郡高野町高野山385

### アクセス
- 南海電鉄鋼索線高野山駅
  - 南海りんかんバス「千手院橋」下車、徒歩1分。

## 大学関係者と組織

### 歴代学長

#### 高野山大学林
1. 獅子岳快猛

#### 私立真言宗高野山大学
1. 土宜法龍
2. 泉智等

#### 高野山大学（大学令）
1. 高岡隆心
2. 金山穆紹
3. 和田性海
4. 藤村密憧
5. 栂尾祥雲
6. 上田天瑞

#### 高野山大学（新制）
1. 上田天瑞
2. 中野義照
3. 加地哲定
4. 中野義照
5. 伊藤真城
6. 中川善教
7. 酒井真典
8. 松長有慶
9. 高木紳元
10. 和多秀乗
11. 東智学
12. 生井智紹
13. 藤村隆淳
14. 藤田光寛
15. 乾龍仁
16. 添田隆昭

### 大学関係者一覧
- 高野山大学の人物一覧

## 系列校
- 高野山高等学校
- 高野山幼稚園

## 門柱引き倒し事件
大学に在籍する大学生が、学寮の付近に建てられていた花街の門柱を実力で抜き取って付近の溝に捨てた高野山大学寮生門柱引き倒し事件と呼ばれる事件が起こったことがある。高野山大学は1926年、もともとは遊郭や商店が軒を連ねる色町があった地域に移転することになったが、このため当時の金剛峰寺と高野町は色町を鶯谷に移転させた。移転してからは鶯谷側は入り口となる門柱を建てて、この門柱より先は鶯谷であるということを表していた。
高野山大学の学寮も建設されたが、寮が建った場所というのは「鶯谷入口」と記された門柱をくぐらなければ行けないという場所であったために、学生にとっては屈辱であった。学寮の建設当時から学生側は鶯谷や役場や警察や本山に門柱を排除することを求めてきたが、解決の糸口はつかめなかった。

### 事件の発生
1937年6月20日の深夜に学生が門柱を引き倒すことにして、寮監はどうしてもやるのかと問えば、学生はどうしてもやると答えたために、それだけの信念を持っていたことから止めはしなかった。それから50人ほどの寮生が高野山小学校から借用した綱引き用のロープで鶯谷の門柱を引き倒した。それから首謀者の学生は凱歌を歌いながら黎明会と書かれた幟を上げて、奥の院に参拝して寮に帰った。

### 以降の展開
事件の翌日には首謀者の学生3名は高野警察署に拘留されて、高野山大学の学生は警察署の前で夜通し歌い拘留された学生を励ました。それから警察側は首謀者を釈放して処分を大学側に委ねた。その処分というのは、同行した学生計41名に対する停学5日間および期間中の勤行・般若心経浄書・奥の院参拝、そして謹慎10日間および期間中の奥の院二日参りであった。
この処分に対して鶯谷側はいきりたち、門柱は電柱も兼ねていたことから首謀者を告発した。大学側は門柱の再建に反対して、鶯谷側は門柱の再建を最低限の要求として対立する。この膠着した状態を高野町長に就任したばかりであり高野山大学教授であった人物が9月4日に本山と鶯谷の代表を警察署に参集させることに成功して、即日に門柱の撤廃と鶯谷の電灯の増設と学寮の門を鶯谷へと至る分岐点に移設して寮の存在を明確にすることにした。首謀者の告発も取り下げられた。
本事件による門柱の撤廃という結果を受けて、むしろ在学生に対する評判は上がったという。